# 하나코 (지박소년 하나코 군)
하나코는 지박소년 하나코 군의 주인공이다. 생전 이름은 유기 아마네이고 유기 츠카사의 쌍둥이 형이었다. 현재는 조수 야시로 네네, 미나모토 코우와 함께 일을 하고 있다.
성우-오가타 메구미

## 관계
야시로 네네: 야시로 네네는 하나코의 조수이다. 그리고 인어의 비늘을 먹고 인연을 맺은 사이이기도 하다. 또한 둘은 서로에게 호감을 가지고 있으며 하나코는 야시로에게 스킨십을 많이 한다. 하나코는 야시로 네네를 야시로라고 부르며, 한때 공상화에 가두려고도 했다. 같이 신물을 부수러 다니기도 했었다. 현재는 친구인 아카네 아오이의 수명을 받아 살고있다. `` 난 진짜 세계에서 살아 있고 싶어. 내년에도 후년에도... 한.. 90년 후까지! 하나코씨, 하나코씨..., 제 소원을 들어줄래요? ``..라는 소원의 대가가 친구와의 이별이 아닐까 싶다.
미나모토 코우: 코우는 하나코, 야시로와 함께 화장실조로 일을 하고 있으며 형 미나모토 테루 와는 달리 하나코가 착한 괴이라고 생각한다. 하나코의 조수 야시로 네네에게 약간의 호감을 가지고 있는 것 같다.(애니를 비롯한 원작에서 "선배..귀엽다..","귀여워..!!"등 호감을 표시하는 표정,말,행동 등이 많았다.)그리고 하나코는 조수 즉 야시로 네네만 이름으로 부르고 코우를 비롯한 거의 대부분에 인물들을 별명 또는 ○번째 등으로 부르며 예시) 시지마 메이는 4번째.이름을 부르지 않는다. 코우의 경우 하나코는 '소년'이라고 부른다.
유기 츠카사: 생전의 쌍둥이 동생이다. 츠카사와 하나코가 죽기 전에는 사이가 꽤나 좋아던것 같지만 어째서인지 사이가 안좋아지고 하나코가 츠카사를 죽여버린다.현재 츠카사는 별로 신경 쓰지 않는 일이지만 하나코는 트라우마로 남게 된다. 츠치고모리에 신물을 부숴 버렸을 때 본 기억에서 [우리]라는 부분이 많이 나온것과, 축제 때 동생을 데리고 다닌것을 봐선 하나코도 츠카사를 그리 싫어한건 아닐것 같다. 추측이지만 하나코에게 가장 소중한것 즉 하나코의 신물이 츠카사가 될 정도로

동생을 많이 아꼈던 것 같다.